# Liste der Teilnehmer der Solvay-Konferenzen für Physik
Zu den Solvay-Konferenzen für Physik kommt seit 1911 eine beschränkte Zahl eingeladener höchstrangiger Physiker und Chemiker zu einer Art „Gipfelkonferenz“ zusammen, um wichtige Themen zu diskutieren. Die Fachtagung wurde 1910 von Walther Nernst angeregt und vom Chemieindustriellen Ernest Solvay organisiert, sie findet seit 1911 (mit Unterbrechungen) zu wechselnden Themen alle drei Jahre statt.
- Erste Solvay-Konferenz für Physik (1911): La théorie du rayonnement et les quanta

Das nebenstehende Foto zeigt die Teilnehmer der Konferenz (anklickbares Foto):
Stehend von links nach rechts: Robert Goldschmidt, Max Planck, Heinrich Rubens, Arnold Sommerfeld, Frederick Lindemann, Maurice de Broglie, Martin Knudsen, Friedrich Hasenöhrl, Georges Hostelet, Édouard Herzen, James Jeans, Ernest Rutherford, Heike Kamerlingh Onnes, Albert Einstein, Paul Langevin
Sitzend von links nach rechts: Walther Nernst, Marcel Brillouin, Ernest Solvay, Hendrik Antoon Lorentz, Emil Warburg, Jean-Baptiste Perrin, Wilhelm Wien, Marie Curie, Henri Poincaré
- Zweite Solvay-Konferenz für Physik (1913): La structure de la matière

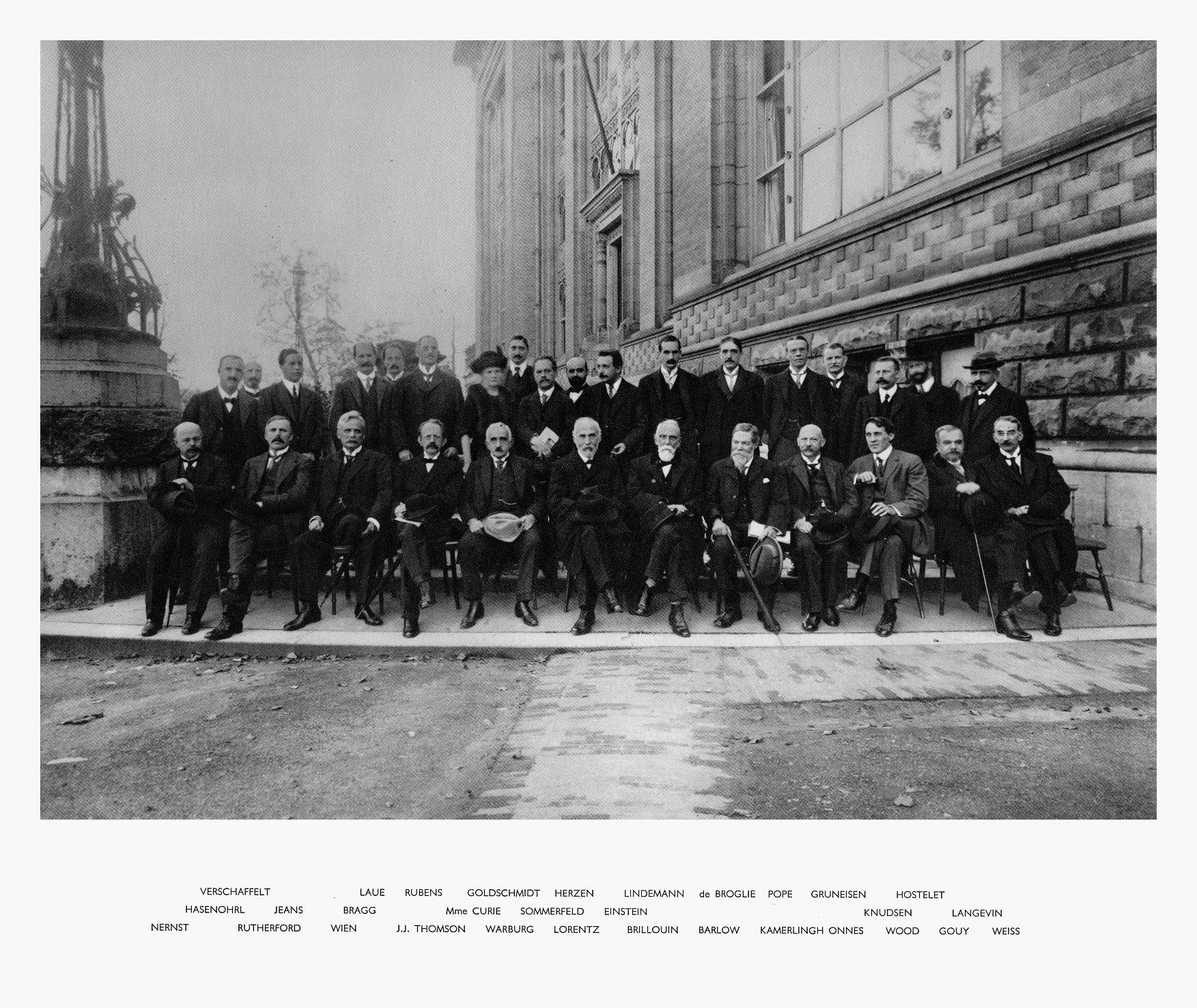
Zweite Solvay-Konferenz 1913

Teilnehmer der Konferenz waren:
Stehend von links nach rechts: Friedrich Hasenöhrl, Jules-Émile Verschaffelt, James Jeans, William Henry Bragg, Max von Laue, Heinrich Rubens, Marie Curie, Robert Goldschmidt, Arnold Sommerfeld, Édouard Herzen, Albert Einstein, Frederick Lindemann, Maurice de Broglie, William Jackson Pope, Eduard Grüneisen, Martin Knudsen, Georges Hostelet, Paul Langevin
Sitzend von links nach rechts: Walther Nernst, Ernest Rutherford, Wilhelm Wien, Joseph John Thomson, Emil Warburg, Hendrik Antoon Lorentz, Marcel Brillouin, William Barlow, Heike Kamerlingh Onnes, Robert Williams Wood, Louis Georges Gouy, Pierre-Ernest Weiss
- Dritte Solvay-Konferenz für Physik (1921): Atomes et électrons

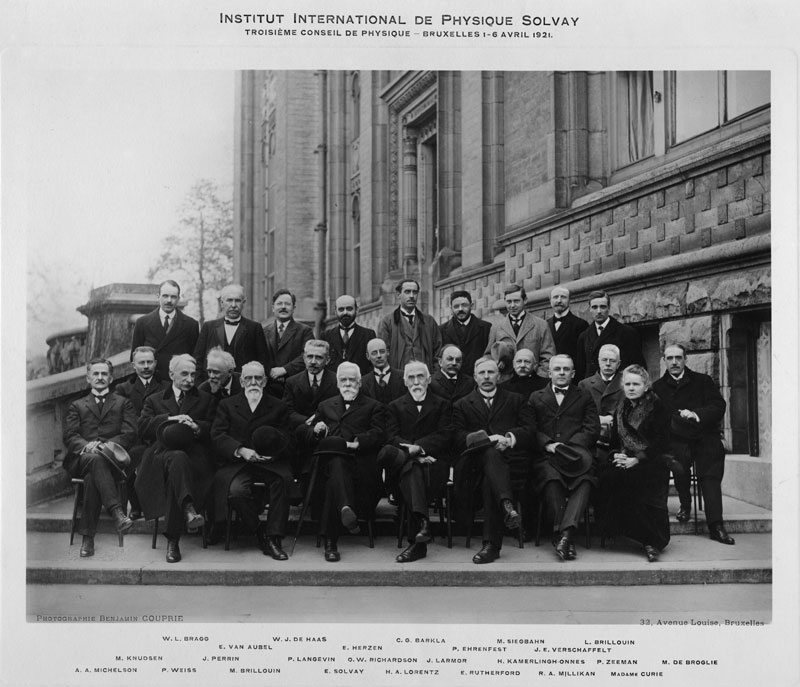
Solvay-Konferenz 1921

Zu dieser Konferenz im Jahr 1921 waren als Folge des Ersten Weltkriegs keine deutschen Wissenschaftler eingeladen.
Stehend von links nach rechts: William Lawrence Bragg, Edmond van Aubel, Wander Johannes de Haas, Édouard Herzen, Charles Glover Barkla, Paul Ehrenfest, Manne Siegbahn, Jules-Émile Verschaffelt, Léon Brillouin
Sitzend von links nach rechts: Albert A. Michelson, Martin Knudsen, Pierre-Ernest Weiss, Jean-Baptiste Perrin, Marcel Brillouin, Paul Langevin, Ernest Solvay, Owen Willans Richardson, Hendrik Antoon Lorentz, Joseph Larmor, Ernest Rutherford, Heike Kamerlingh Onnes, Robert Andrews Millikan, Pieter Zeeman, Marie Curie, Maurice de Broglie
- Vierte Solvay-Konferenz für Physik (1924): Conductibilité électrique des métaux et problèmes connexes

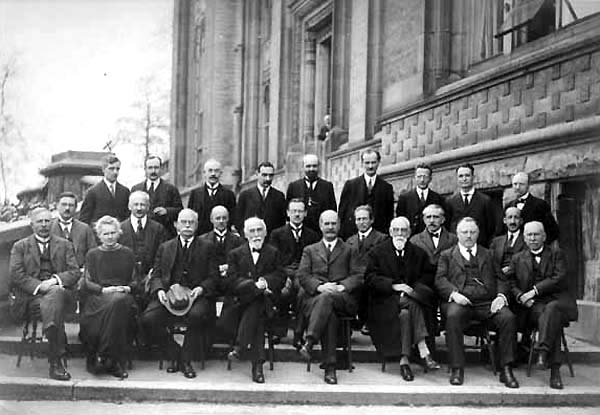
Solvay-Konferenz 1924

Teilnehmer der Konferenz von 1924 waren:
Erste Reihe von links nach rechts: Ernest Rutherford, Marie Curie, Edwin Hall, Hendrik Antoon Lorentz, William Henry Bragg, Marcel Brillouin, Willem Hendrik Keesom, Edmond van Aubel;
Zweite Reihe von links nach rechts: Peter Debye, Abram Fjodorowitsch Ioffe, Owen Willans Richardson, Witold Broniewski, Walter Rosenhain, Paul Langevin, George de Hevesy;
Darüber von links nach rechts: Léon Brillouin, Émile Henriot, Théophile de Donder, Edmond Henri Georges Bauer, Édouard Herzen, Auguste Piccard, Erwin Schrödinger, Percy Williams Bridgman, Jules-Émile Verschaffelt
- Fünfte Solvay-Konferenz für Physik (1927): Electrons et photons

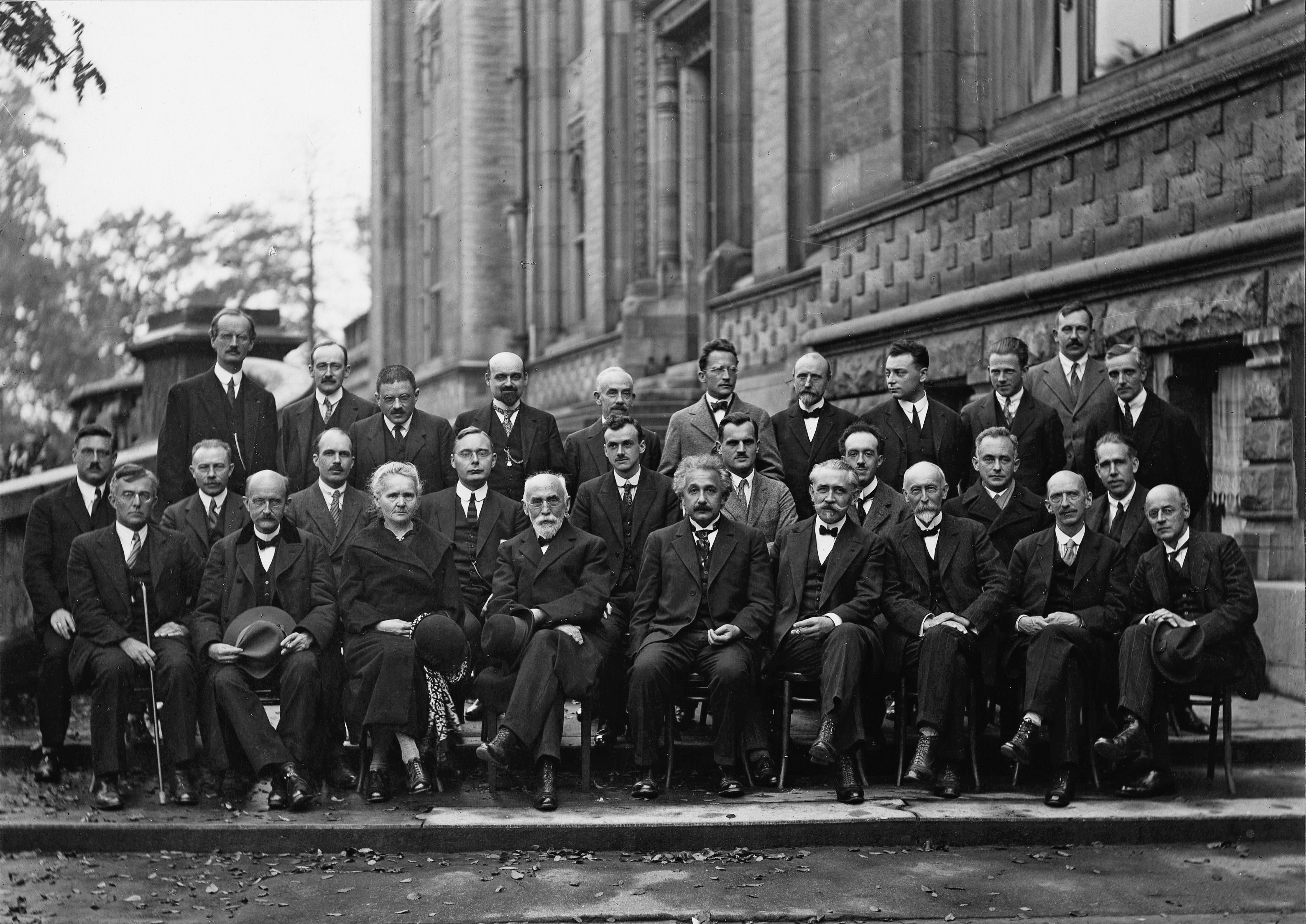
Fünfte Solvay-Konferenz 1927

Teilnehmer der Konferenz waren:
Stehend von links nach rechts: Auguste Piccard, Émile Henriot, Paul Ehrenfest, Édouard Herzen, Théophile de Donder, Erwin Schrödinger, Jules-Émile Verschaffelt, Wolfgang Pauli, Werner Heisenberg, Ralph Howard Fowler, Léon Brillouin
In der zweiten Reihe sitzend von links nach rechts: Peter Debye, Martin Knudsen, William Lawrence Bragg, Hendrik Anthony Kramers, Paul Dirac, Arthur Holly Compton, Louis-Victor de Broglie, Max Born, Niels Bohr
In der ersten Reihe sitzend von links nach rechts: Irving Langmuir, Max Planck, Marie Curie, Hendrik Antoon Lorentz, Albert Einstein, Paul Langevin, Charles-Eugène Guye, Charles Thomson Rees Wilson, Owen Willans Richardson
- Sechste Solvay-Konferenz für Physik (1930): Le magnétisme

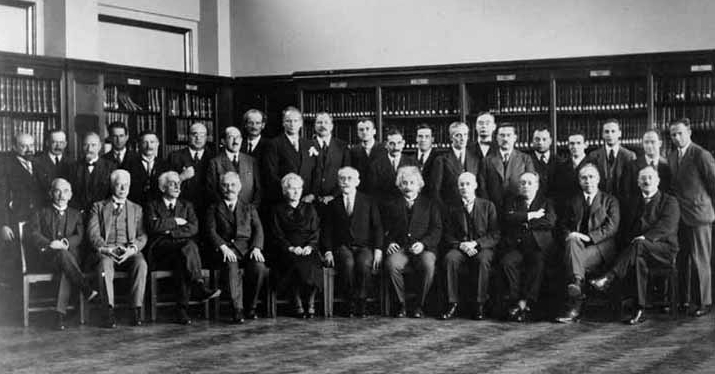
Teilnehmerfoto der sechsten Solvay-Konferenz, Brüssel 1930

Stehend von links nach rechts: Édouard Herzen, Émile Henriot, Jules-Émile Verschaffelt, Charles Manneback, Aimé Cotton, Jacques Errera, Otto Stern, Auguste Piccard, Walther Gerlach, Charles Galton Darwin, Paul Dirac, Edmond Henri Georges Bauer, Pjotr Leonidowitsch Kapiza, Léon Brillouin, Hendrik Anthony Kramers, Peter Debye, Wolfgang Pauli, Jakow Dorfman, John H. van Vleck, Enrico Fermi, Werner Heisenberg
Sitzend von links nach rechts: Théophile de Donder, Pieter Zeeman, Pierre-Ernest Weiss, Arnold Sommerfeld, Marie Curie, Paul Langevin, Albert Einstein, Owen Willans Richardson, Blas Cabrera, Niels Bohr, Wander Johannes de Haas
- Siebte Solvay-Konferenz für Physik (1933): Structure et propriétés des noyaux atomiques

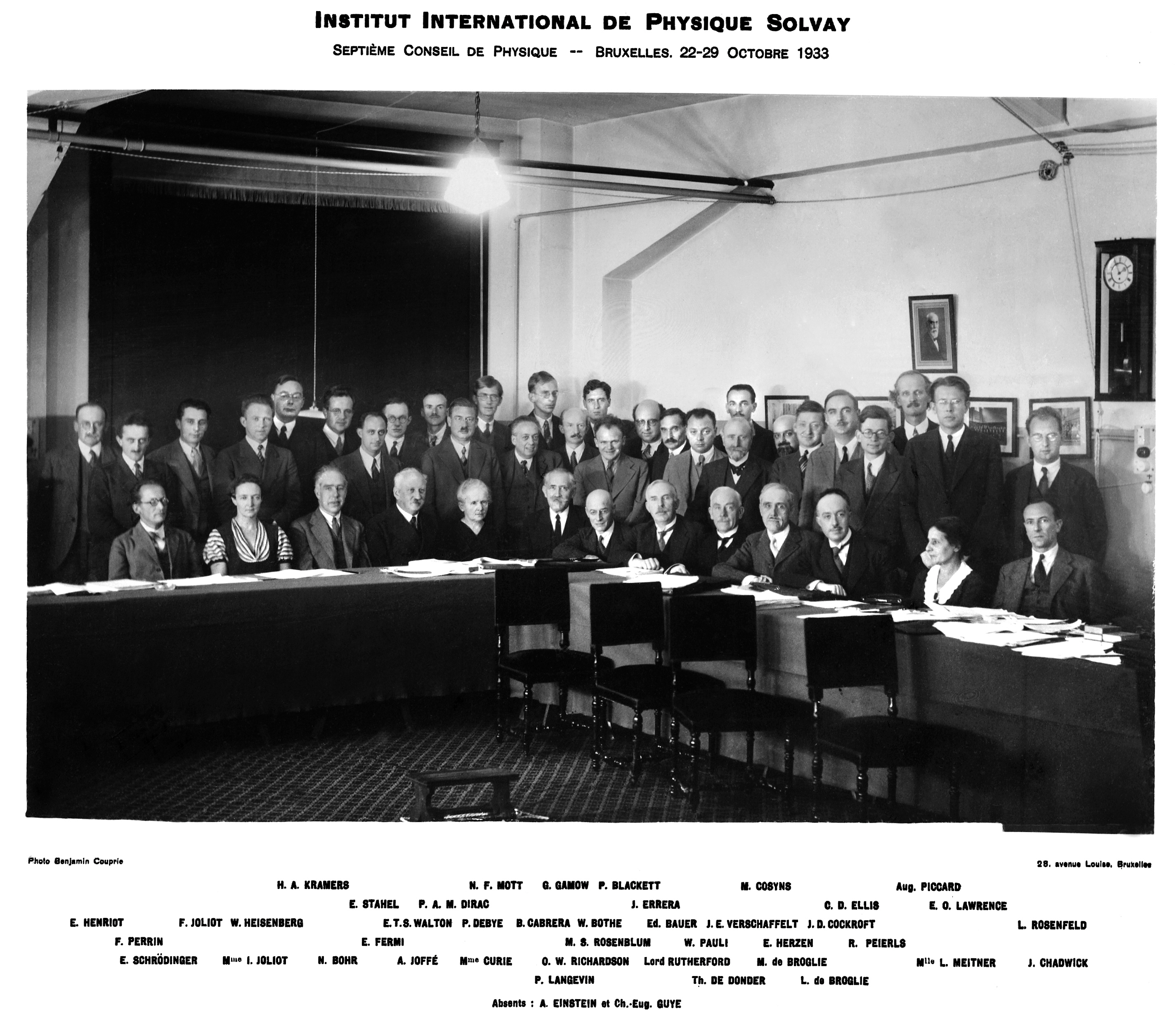
Siebte Solvay-Konferenz 1933

Teilnehmer der Konferenz im Oktober 1933 in Brüssel waren:
Sitzend von links nach rechts: Erwin Schrödinger, Irène Joliot-Curie, Niels Bohr, Abram Fjodorowitsch Ioffe, Marie Curie, Paul Langevin, Owen Willans Richardson, Ernest Rutherford, Théophile de Donder, Maurice de Broglie, Louis-Victor de Broglie, Lise Meitner, James Chadwick.
Stehend von links nach rechts: Émile Henriot, Francis Perrin, Frédéric Joliot-Curie, Werner Heisenberg, Hendrik Anthony Kramers, Ernst Stahel, Enrico Fermi, Ernest Walton, Paul Dirac, Peter Debye, Nevill Francis Mott, Blas Cabrera, George Gamow, Walther Bothe, Patrick Maynard Stuart Blackett, M. S. Rosenblum, Jacques Errera, Edmond Henri Georges Bauer, Wolfgang Pauli, Jules-Émile Verschaffelt, Max Cosyns, Édouard Herzen, John Cockcroft, Charles Drummond Ellis, Rudolf Peierls, Auguste Piccard, Ernest Lawrence, Léon Rosenfeld.
Abwesend Albert Einstein und Charles-Eugène Guye
- Achte Solvay-Konferenz für Physik (1948): Les particules élémentaires

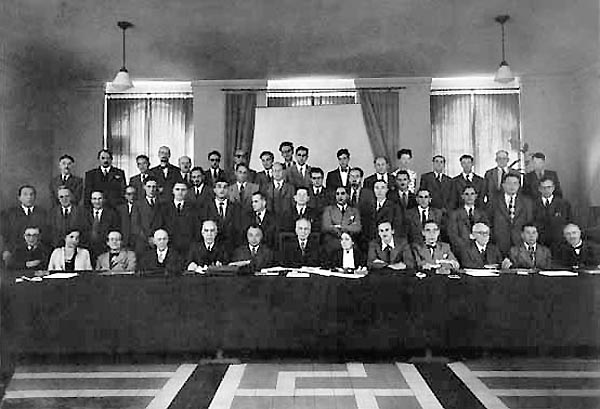
Achte Solvay-Konferenz 1948

Teilnehmer der Konferenz 1948 waren:
Sitzend von links nach rechts: John Cockcroft, Marie-Antoinette Tonnelat, Erwin Schrödinger, Owen Willans Richardson, Niels Bohr, Wolfgang Pauli, William Lawrence Bragg, Lise Meitner, Paul Dirac, Hendrik Anthony Kramers, Théophile de Donder, Walter Heitler, Jules-Émile Verschaffelt;
Zweite Reihe: Paul Scherrer, Ernst Stahel, Oskar Klein, Patrick Maynard Stuart Blackett, Philip Dee, Felix Bloch, Otto Robert Frisch, Rudolf Peierls, Homi Jehangir Bhabha, Robert Oppenheimer, Giuseppe Occhialini, Cecil Frank Powell, Hendrik Casimir, Marc de Hemptinne;
Dritte Reihe: Paul Kipfer, Pierre Auger, Francis Perrin, Robert Serber, Léon Rosenfeld, Bruno Ferretti, Christian Møller, Louis Leprince-Ringuet;
Vierte Reihe: G. Balasse, L. Flamache, L. Groven, O. Goche, M. Demeur, J. Errera, Van Isacker, Léon Van Hove, Edward Teller, Y. Goldschmidt, Ladislaus Laszlo Marton, C. C. Dilworth, Ilya Prigogine, Jules Géhéniau, Émile Henriot, Marcel Van Styvendael.
- Neunte Solvay-Konferenz für Physik (1951): L'état solide

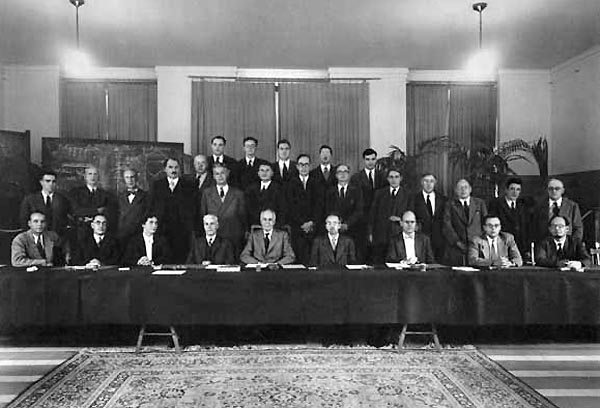
Neunte Solvay-Konferenz 1951

Teilnehmer der Konferenz 1951 waren:
Sitzend: Charles Crussard, Norman Percy Allen, Yvette Cauchois, Gudmund Borelius, William Lawrence Bragg, Christian Møller, Frederick Seitz, John Herbert Hollomon, Charles Frank,
Zweite Reihe: Gerhart Rathenau, Werner Köster, Erik Rudberg, L. Flamache, O. Goche, L. Groven, Egon Orowan, Wilhelm Gerard Burgers, William B. Shockley, André Guinier, Cyril Stanley Smith, Ulrich Dehlinger, Jean Laval, Émile Henriot,
Dritte Reihe: R. Gaspars, William Michael Lomer, Alan Cottrell, Georges Homes, Hubert Curien.
- Zehnte Solvay-Konferenz für Physik (1954): Les électrons dans les métaux

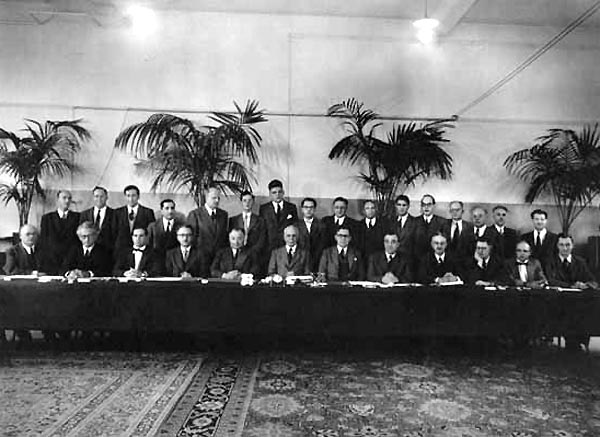
10. Solvay-Konferenz 1954

Teilnehmer der Konferenz 1954 waren:
Sitzend von links nach rechts: Kurt Mendelssohn, Herbert Fröhlich, David Pines, Christian Møller, Wolfgang Pauli, William Lawrence Bragg, Nevill Francis Mott, Louis Néel, Karl Wilhelm Meissner, David Keith Chalmers MacDonald, Clifford Shull, Charles Friedel
Stehend von links nach rechts: Cor Gorter, Charles Kittel, Bernd Matthias, Ilya Prigogine, Lars Onsager, Brian Pippard, Jan Smit, Fausto Fumi, Harry Jones, John Hasbrouck Van Vleck, Per-Olov Löwdin, Alfred Seeger, Paul Kipfer, O. Goche, G. Balasse, Jules Géhéniau.
- Elfte Solvay-Konferenz für Physik (1958): La structure et l'évolution de l'univers

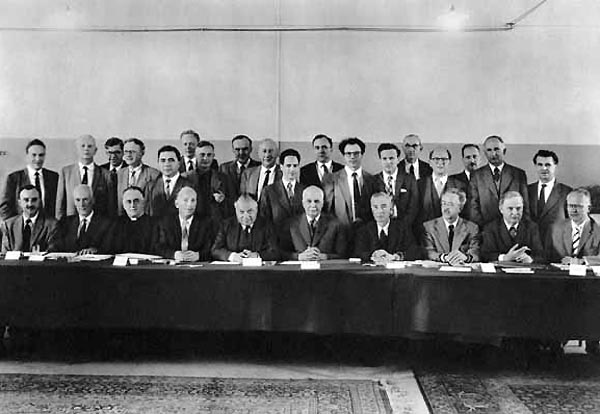
11. Solvay-Konferenz 1958

Teilnehmer der Konferenz 1958 waren:
Sitzend von links nach rechts: William McCrea, Jan Hendrik Oort, Georges Lemaître, Cor Gorter, Wolfgang Pauli, William Lawrence Bragg, Robert Oppenheimer, Christian Møller, Harlow Shapley, Otto Heckmann;
Darüber von links nach rechts: Oskar Klein, William Wilson Morgan, Fred Hoyle, B. V. Kukaskin, Wiktor Hambardsumjan, Hendrik Christoffel van de Hulst, Markus Fierz, Allan Rex Sandage, Walter Baade, Evry Schatzman, John Archibald Wheeler, Hermann Bondi, Thomas Gold, Herman Zanstra, Léon Rosenfeld, Paul Ledoux, Bernard Lovell, Jules Géhéniau.
- Zwölfte Solvay-Konferenz für Physik (1961): La théorie quantique des champs

Teilnehmer der Konferenz 1961 waren:
Sitzend: Shin’ichirō Tomonaga, W. Heitler, Yōichirō Nambu, Niels Bohr, Francis Perrin, Robert Oppenheimer, William Lawrence Bragg, Christian Møller, Cornelis Jacobus Gorter, Hideki Yukawa, Rudolf Peierls, Hans Bethe
zweite Reihe: Ilya Prigogine, Abraham Pais, Abdus Salam, Werner Heisenberg, Freeman J. Dyson, Richard Feynman, Léon Rosenfeld, Paul Dirac, Léon Van Hove, Oskar Klein
dritte Reihe: Sergei Leonidowitsch Mandelstam, Geoffrey Chew, Marvin Leonard Goldberger, Gian-Carlo Wick, Murray Gell-Mann, Gunnar Källén, Eugene Paul Wigner, Gregor Wentzel, Julian Seymour Schwinger, M. Cini, Arthur Wightman
- 13. Solvay-Konferenz für Physik (1964): The Structure and Evolution of Galaxies[12]

Das Treffen dauerte vom 23. bis zum 26. September 1964 und wurde von J. Robert Oppenheimer geleitet. Zu den weiteren Teilnehmern gehörten:
Hinten stehend: Pol Swings, Lyman Spitzer, Franz Daniel Kahn, Ludwig Biermann, K. H. Prendergast, John Gatenby Bolton, William Alfred Fowler, Fred Hoyle, Geoffrey Burbidge, Allan Sandage, Maarten Schmidt, Rudolph Minkowski

Mitte:  E. Spiegel, P. Bourgeone(?), Hannes Alfvén, (unleserlich), J. van Mieghem, Bertil Lindblad, Jan Oort, Bernard Lovell, Georges Lemaître, Lodewijk Woltjer, Evry Schatzman, Wiktor Hambardsumjan, Paul Ledoux, Edwin Salpeter, Karel Cuypers

Vorne sitzend: Bengt Strömgren, Ilya Prigogine, Cornelis Jacobus Gorter, Edoardo Amaldi, Margaret Burbidge, J. Robert Oppenheimer, Werner Heisenberg, Christian Møller, Francis Perrin, Jules Géhéniau, Raymond Coutrez
- 14. Solvay-Konferenz für Physik (1967): Fundamental Problems in Elementary Particle Physics

Die Teilnehmer der Konferenz 1967 waren: Stephen Louis Adler, Nicola Cabibbo, Geoffrey Foucar Chew, Hans-Peter Dürr, Bruno Ferretti, Marcel Froissart, Sergio Fubini, Murray Gell-Mann, Rudolf Haag, James Hamilton, Werner Heisenberg, Robert Hofstadter, Gunnar Källén, Maurice Lévy, Francis Eugene Low, Stanley Mandelstam, Robert Eugene Marshak, Louis Michel, Lew Borissowitsch Okun, Roland Omnès, Luigi Radicati, Tullio Regge, Léon Rosenfeld, David Ruelle, Sakata Shōichi, Julian Schwinger, Ennackal Chandy George Sudarshan, Albert Tawchelidse, Hiroomi Umezawa, Carl Friedrich von Weizsäcker, Steven Weinberg, Arthur Strong Wightman, Eugene Paul Wigner, Siegfried Adolf Wouthuijsen.
- 15. Solvay-Konferenz für Physik (1970): Symmetry Properties of Nuclei

- 16. Solvay-Konferenz für Physik (1973): Astrophysics and Gravitation

Die Teilnehmer der Konferenz 1973 waren: Ralph Asher Alpher, Halton Arp, John Bahcall, Neta Bahcall, Gordon Baym, Geoffrey Ronald Burbidge, Eleanor Margaret Burbidge, Alastair Graham Walter Cameron, Vittorio Canuto, Brandon Carter, Giuseppe Cocconi, Raymond Coutrez, Camiel de Loore, Jürgen Ehlers, Riccardo Giacconi, Sybren Ruurds de Groot, John Heise, Robert Herman, Antony Hewish, Robert Hofstadter, Issaak Markowitsch Chalatnikow, Paul Ledoux, André Lichnerowicz, Juval Ne’eman, Igor Dmitrijewitsch Nowikow, Roland Omnès. Franco Pacini, Vijay Raghunath Pandharipande, Roger Penrose, Christopher John Pethick, David Pines, Martin John Rees, Malvin Avram Ruderman, Remo Ruffini, Charles Ryter, Humitaka Sato, Evry Schatzman, Alfred Schild, Maarten Schmidt, Jacob Shaham, Robert Simon, Francis Graham-Smith, Ennackal Chandy George Sudarshan, Pol Swings, Andrzej Trautman, Edward P. J. van den Heuvel, Walter van Rensbergen, John Archibald Wheeler, Lodewijk Woltjer
- 17. Solvay-Konferenz für Physik (1978): Order and Fluctuations in Equilibrium and Nonequilibrium Statistical Mechanics

- 18. Solvay-Konferenz für Physik (1982): Higher Energy Physics

- 19. Solvay-Konferenz für Physik und Chemie (1987): Surface Science

Die Konferenz über das Thema Surface Science war die bisher einzige, die gemeinsam für Physik und Chemie abgehalten wurde. Ihre Teilnehmer waren: S. Akhten, Roland E. Allen, P. Antoniewicz, John Bardeen, A. Bellemans, Pierre Borckmans, Michel Boudart, Alexander M. Bradshaw, M. Bylander, Mark J. Cardillo, Manuel Cardona, Sylvia T. Ceyer, Jay Gregory Dash, Joseph Demuth, Guy Dewel, M. Downer, Charles B. Duke, Yves Elskens, James Lorenzo Erskine, Gerhard Ertl, John William Gadzuk, Jene Andrew Golovchenko, Robert Gomer, Arthur Gossard, Donald Robert Hamann, Robert Herman, Martin Hinoul, Léon Van Hove, Harald Ibach, David A. King, Leonard Kleinman, Walter Kohn, Ryōgo Kubo, Max G. Lagally, Norton Lang, Zhangda Lin, Steven G. Louie, Philippe Marcus, W. McCormick, Juval Ne’eman, A. Nolle, John Pendry, Y. Petroff, Earl Ward Plummer, J. Prade, Ilya Prigogine, Linda Reichl, Stuart A. Rice, Hans-Christoph Siegmann, Roman Smoluchowski, K.-S. Sohn, Gábor A. Somorjai, J. Swift, Kunio Takayanagi, Kenji Tamaru, S.J. Teichner, Jan Peter Toennies, Erio Tosatti, Richard Fisher Wallis, Cai-Zhuang Wang, Frederik Willem de Wette, Roy F. Willis, Xie Xide, John T. Yates, Kaiming Zhang, Hua Zhongyi.
- 20. Solvay-Konferenz für Physik (1991): Quantum Optics

- 21. Solvay-Konferenz für Physik (1998): Dynamical Systems and Irreversibility[18]

Zu den Teilnehmern gehörten: Luigi Accardi, Y. Aizawa, Ioannis Antoniou, F. T. Arecchi, Radu Bălescu, Arno Bohm, Luis J. Boya, Pierre Gaspard, Karl Gustafson, Hiroshi Hasegawa, Kunihiko Kaneko, Evgueni A. Karpov, S. V. Kozyrev, Mikio Namiki, Guillermo Ordonez, Tomio Petrosky, Ilya Prigogine, Zdzislaw Suchanecki, E. C. G. Sudarshan, Peter Szépfalusy, Shuichi Tasaki, Herbert Walther
- 22. Solvay-Konferenz für Physik (2001): The Physics of Communication

Die Konferenz 2001 fand vom 4. bis 29. November in Lamia und Delphi in Griechenland statt. Teilnehmer waren: Luigi Accardi, Ioannis Antoniou, Vasil V. Belokurov, Arno Bohm, Giulio Casati, Raymond Chiao, Juan Ignacio Cirac Sasturain, Maurice Courbage, Costas Daskaloyannis, G. Dimakis, Aristophanes Dimakis, Shahar Dolev, T. Durt, Artur Ekert, Avshalom Elitzur, D. Ellinas, M. Floratos, M. Gadella, V. Gurzadyan, Karl Gustafson, Gernot Hegerfeldt, Takeyuki Hida, Lucjan Jacak, V. Kadyshevsky, Ido Kanter, C. Karanikas, Anders Karlsson, E. Karpov, Issaak Chalatnikow, S. Kim, H. Jeff Kimble, Vi. Kocharovsky, Olga Kocharovskaya, Wladilen Letokhov, Gerd Leuchs, Seth Lloyd, Mikhail Lukin, Yuri Melnikov, Stéphane Métens, Bivudutta Mishra, Klaus Moelmer, Juval Ne’eman, Cleanthes A. Nicolaides, Günter Nimtz, Guillermo Ordonez, Saverio Pascazio, Roberto Passante, Tomio Petrosky, Eugene Polzik, Ilya Prigogine, Andrei G. Pronko, Jean-Michel Raimond, Mark Raizen, Linda Reichl, William C. Schieve, Wolfgang Schleich, Panayiotis Siafarikas, Alexei Norairowitsch Sissakjan, Jacques Solvay, Nicolas Sourlas, Philip C. E. Stamp, Aephraim Steinberg, Leo Stodolsky, George Sudarshan, Nikiforos G. Theofanous, George Tsaklidis, Lev Vaidman, Herbert Walther, Lei Wang, D. Xouris, Evgeny Yarevsky, Guihua Zeng, I. Zisis, Anton Zeilinger, Peter Zoller.
- 23. Solvay-Konferenz für Physik (2005): The Quantum Structure of Space and Time

Die Teilnehmer der Konferenz 2005 waren: Nima Arkani-Hamed, Abhay Vasant Ashtekar, Michael Francis Atiyah, Constantin Bachas, Tom Banks, Jan de Boer, Lars Brink, Robert Brout, Claudio Bunster, Curtis Callan, Thibault Damour, Robbert Dijkgraaf, Michael R. Douglas, Gia Dwali, François Englert, Ludwig Faddejew, Pierre Fayet, Willy Fischler, Peter Galison, Murray Gell-Mann, Gary Gibbons, Michael Green, Brian Greene, David Gross, Alan Guth, Jeffrey Harvey, Gary Horowitz, Bernard Julia, Shamit Kachru, Renata Kallosch, Elias Kiritsis, Igor Klebanov, Andrei Linde, Dieter Lüst, Juan Maldacena, Nikita Nekrassow, Hermann Nicolai, Hirosi Ooguri, Joseph Polchinski, Alexander Poljakow, Eliezer Rabinovici, Pierre Ramond, Lisa Randall, Waleri Rubakow, John Schwarz, Nathan Seiberg, Ashoke Sen, Stephen Shenker, Eva Silverstein, Paul Steinhardt, Andrew Strominger, Gerardus ’t Hooft, Neil Turok, Gabriele Veneziano, Steven Weinberg, Frank Wilczek, Paul Windey, Bernard de Wit und Shing-Tung Yau.
- 24. Solvay-Konferenz für Physik (2008): Quantum Theory of Condensed Matter

Die Teilnehmer der Konferenz 2008 waren: Ian Affleck, Igor Aleiner, Boris Altshuler, Philip Warren Anderson, Natan Andrei, Tito Arecchi, Assa Auerbach, Leon Balents, Carlo Beenakker, Immanuel Bloch, John Chalker, Juan Ignacio Cirac Sasturain, Marvin Cohen, Leticia Cugliandolo, Sankar Das Sarma, J. C. Davis, Eugene Demler, James Eisenstein, M. P. A. Fisher, Michael Freedman, Antoine Georges, Steven M. Girvin, Leonid Glazman, David Gross, F. Duncan M. Haldane, Bertrand Halperin, Cathy Kallin, Bernhard Keimer, Wolfgang Ketterle, Alexei Kitajew, Steven A. Kivelson, Klaus von Klitzing, Leo Kouwenhoven, Robert B. Laughlin, Patrick A. Lee, Daniel Loss, Allan H. MacDonald, Alexander Mirlin, Naoto Nagaosa, Nai Phuan Ong, Giorgio Parisi, Pierre Ramond, Nicholas Read, Thomas Maurice Rice, Subir Sachdev, T. Senthil, Zhi-Xun Shen, Efrat Shimshoni, Ady Stern, Matthias Troyer, Chandra Varma, Xiao-Gang Wen, Steven R. White, Frank Wilczek und Peter Zoller.
- 25. Solvay-Konferenz für Physik (2011): The theory of the quantum world

Die Teilnehmer der Konferenz 2011 waren: : Yakir Aharonov, Boris Altshuler, Ignatios Antoniadis, Nima Arkani-Hamed, Alain Aspect, David Awschalom, Leon Balents, Niklas Beisert, Michael Berry, Roger Blandford, Lars Brink, Claudio Bunster, Ignacio Cirac, Sankar Das Sarma, Seamus Davis, Robbert Dijkgraaf, Savas Dimopoulos, Michael R. Douglas, Georgi Dvali, François Englert, Matthew Fisher, Murray Gell-Mann, Howard Georgi, Gary Gibbons, Steven M. Girvin, Gian Francesco Giudice, Michael B. Green, David Gross, Alan Guth, F. Duncan M. Haldane, Bertrand Halperin, James Hartle, Stephen Hawking, Alan J. Heeger, Marc Henneaux, Gary Horowitz, Shamit Kachru, Wolfgang Ketterle, Igor Klebanov, Daniel Kleppner, Anthony J. Leggett, Juan Maldacena, Viatcheslav Mukhanov, Nikita Nekrasov, Hermann Nicolai, Hirosi Ooguri, Giorgio Parisi, William D. Phillips, Joseph Polchinski, Alexander Poljakow, John Preskill, Eliezer Rabinovici, Lisa Randall, Waleri Rubakow, Subir Sachdev, Nathan Seiberg, Ashoke Sen, Mikhail Shifman, Eva Silverstein, Gerard ’t Hooft, Gabriele Veneziano, Erik Verlinde, Klaus von Klitzing, Spenta Wadia, Xiao-Gang Wen, Frank Wilczek, David J. Wineland, Edward Witten, Anton Zeilinger, Peter Zoller und Wojciech Zurek.
- 26. Solvay-Konferenz für Physik (2014): Astrophysics and Cosmology

Die Teilnehmer der Konferenz 2014 waren: Tom Abel, Conny Aerts, Laura Baudis, Mitchell Begelman, Roger Blandford, Dick Bond, Lars Brink, John Carlstrom, Thibault Damour, Paolo De Bernardis, Robbert Dijkgraaf, Ger de Bruyn, Jo Dunkley, George Efstathiou, Daniel Eisenstein, Richard Ellis, François Englert, Andrew Fabian, Carlos Frenk, Steven Furlanetto, Reinhard Genzel, Peter Goldreich, David Gross, Alan Guth, Werner Hofmann, John F. Hawley, Marc Kamionkowski, Vicky Kaspi, Eiichiro Komatsu, Chryssa Kouveliotou, Michael Kramer, Shri Kulkarni, James Lattimer, Nazzareno Mandolesi, Piero Madau, Viatcheslav Mukhanov, Hitoshi Murayama, Jeremiah Ostriker, P. James Peebles, Ue-Li Pen, E. Sterl Phinney, Tsvi Piran, Philipp Podsiadlowski, Clem Pryke, Jean-Loup Puget, Georg Raffelt, Pierre Ramond, Martin Rees, Roger Romani, Uroš Seljak, Alexander Sevrin, Eva Silverstein, David Spergel, Rashid Sunyaev, Scott Tremaine, Ed van den Heuvel, Neil Weiner, Simon White, Ralph Wijers, Matias Zaldarriaga und Saleem Zaroubi.
- 27. Solvay-Konferenz für Physik (2017): The Physics of Living Matter: Space, Time and Information in Biology

Die Teilnehmer der Konferenz 2017 waren: Uri Alon, Alexander Aulehla, William Bialek, Roger Blandford, Clifford Brangwynne, Lars Brink, Arup Chakraborty, Steven Chu, Michael Desai, Robbert Dijkgraaf, Suzanne Eaton, Michael Elowitz, Daniel Fisher, Irene Giardina, Albert Goldbeter, Holly Goodson, Isabel Gordo, Thomas Gregor, Stephan Grill, David Gross, Bertrand Halperin, Marc Henneaux, Jonathon Howard, James Hudspeth, Terence Hwa, Anthony Hyman, Frank Jülicher, Nicole King, Eugene Koonin, Thomas Lecuit, Herbert Levine, Ottoline Leyser, Jennifer Lippincott-Schwartz, Maha Mahadevan, Cristina Marchetti, Satyajit Mayor, Edwin Munro, Andrew Murray, Daniel Needleman, Richard Neher, Nipam Patel, Alan Perelson, Rob Phillips, Stephen Quake, Paul Rainey, Sharad Ramanathan, Pierre Ramond, Alexander Sevrin, Boris Shraiman, Eric Siggia, Ben Simons, Jan Skotheim, Gürol Süel, Massimo Vergassola, Klaus von Klitzing, Aleksandra Walczak, Eric Wieschaus, Ned Wingreen, Kurt Wüthrich und Peter Zoller.
- 28. Solvay-Konferenz für Physik (2022): The Physics of Quantum Information

Die Teilnehmer der Konferenz 2022 waren: Scott Aaronson, Dorit Aharanov, Ahmed Almheiri, Ehud Altman, Rainer Blatt, Immanuel Bloch, Antoine Browaeys, Pasquale Calabrese, Ignacio Cirac, Netta Engelhardt, Edward Farhi, Matthew Fisher, Jay Gambetta, Steven Girvin, Daniel Gottesman, David Gross, Bertrand Halperin, Daniel Harlow, Serge Haroche, Marc Henneaux, Veronika Hubeny, Liang Jiang, Wolfgang Ketterle, Vedika Khemani, Misha Lukin, Urmila Mahadev, Juan Maldacena, Charles Marcus, John Martinis, Yasunobu Nakamura, Geoffrey Penington, Frank Pollmann, John Preskill, Ana Maria Rey, Robert Schoelkopf, Alexander Sevrin, Peter Shor, Michelle Simmons, Douglas Stanford, Barbara Terhal, Matthias Troyer, Umesh Vazirani, Frank Verstraete, Thomas Vidick, Aron Wall, Xiao-Gang Wen, Nathan Wiebe, David Wineland, Peter Zoller
- 29.  Solvay-Konferenz für Physik (2023): The Structure and Dynamics of Disordered Systems